# Giovanni Agostino della Lengueglia
Giovanni Agostino della Lengueglia, C.R.S. (Poggiolo, 1608 – Albenga, 1669), è stato un religioso, scrittore e storico italiano del XVII secolo.

## Biografia
Nativo di Albenga, Giovanni Agostino apparteneva all'antica famiglia dei conti della Lengueglia, di origine aleramica, inclusa dal XII secolo nel Libro d'oro della Repubblica di Genova. Era figlio di Ettore e Margherita d'Aste, e fratello minore di Carlo della Lengueglia.
Entrò ancora adolescente nella Congregazione somasca, esercitò la professione religiosa dal 1625 e fu ordinato sacerdote nel 1631. Dopo aver studiato filosofia e teologia, insegnò al Collegio Clementino di Roma. Fu poi inviato nella comunità di Santa Maria Maddalena a Genova, dove iniziò l'attività di predicatore e oratore che costituiva la sua più profonda vocazione e che è testimoniata da numerosi scritti.
Dal 1654 al 1659 visse a Valencia, dove svolse il ruolo di tutore di Ferdinando Moncada, figlio di Luigi Guglielmo, principe di Paternò. Durante il suo soggiorno in Spagna, il Lengueglia pubblicò un'opera in due volumi dedicata alla famiglia Moncada, dal titolo Ritratti della prosapia et heroi Moncadi nella Sicilia.
Agli anni spagnoli risale anche il volgarizzamento del Panegyricus Traiano imperatori di Plinio il Giovane (1657), opera che conobbe una notevole fortuna editoriale.
«Le Sere dell'Adda (descrizioni di luoghi, di occupazioni le più diverse, e di piacevoli viaggi) rientrano nel genere dilettevole e raffinato della conversazione di ascendenza cinquecentesca nella quale si esprimevano il gusto della bella forma, l'acutezza dei concetti e il godimento della bella natura.»
Afflitto da problemi di salute, nel 1668 si ritirò ad Albenga, dove morì l'anno successivo.

## Opere
- Giovanni Agostino della Lengueglia, Le sere dell'Adda, Milano, Filippo Ghisolfi, 1639. URL consultato il 6 aprile 2020.
- Giovanni Agostino della Lengueglia, Guerre de' Genovesi contro Alfonso re di Aragona, Genova, Pier. Giovanni Calenzani, 1643. URL consultato il 6 aprile 2020.
- Giovanni Agostino della Lengueglia, Nabucco trasformato, Genova, Pier. Giovanni Calenzani, 1648.
- Giovanni Agostino della Lengueglia, Le lagrime d'Israele piangente sopra l'Eufrate, Genova, Pier. Giovanni Calenzani, 1649.
- Giovanni Agostino della Lengueglia, La staffetta privata, Genova, Pier. Giovanni Calenzani, 1656.
- Giovanni Agostino della Lengueglia, Ritratti della prosapia et heroi Moncadi nella Sicilia, Valenza, Vincenzo Sacco, 1657. URL consultato il 6 aprile 2020.
- Giovanni Agostino della Lengueglia, Panegyricus Traiano imperatori, Valenza, Stamperia Reale, 1657.
- Giovanni Agostino della Lengueglia, Orationi sacre, Milano, ad Instanza di Francesco Mognaga, 1648.
- Giovanni Agostino della Lengueglia, Prediche quaresimali, Genova, per Benedetto Celle nella piazza de' Giustin, 1671. URL consultato il 6 aprile 2020.